# Cristhippopsis flavovittatus
Cristhippopsis flavovittatus là một loài bọ cánh cứng trong họ Cerambycidae.